# El Raval

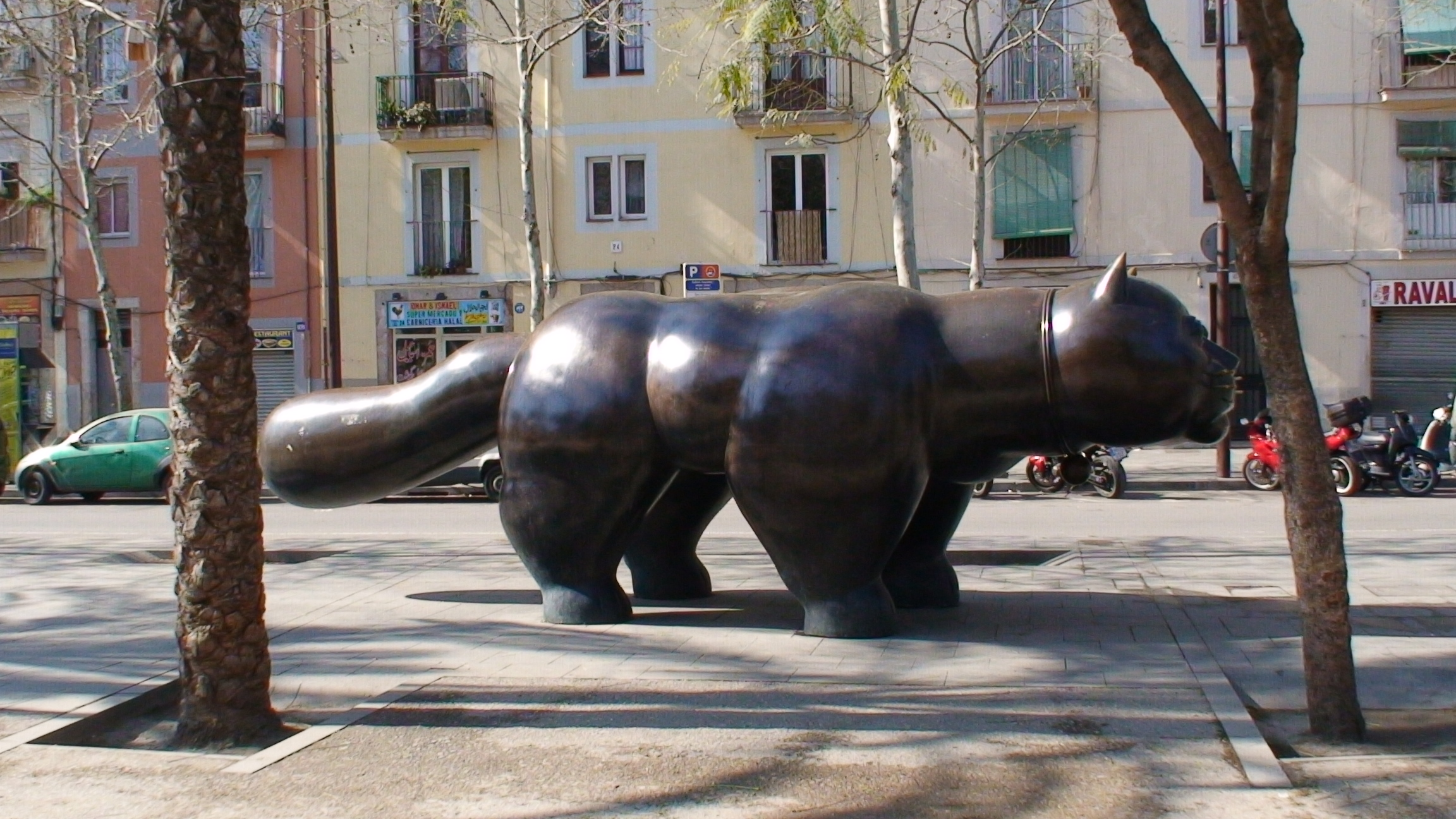
El gat del Raval, di Fernando Botero

El Raval è uno dei quattro quartieri del distretto della Ciutat Vella di Barcellona.
Nato in seguito all'ampliamento delle mura medievali della città, è uno dei quartieri di Barcellona più densamente popolati e nel 2010, contava circa 50 000 abitanti distribuiti su una superficie di 110 ettari.

## Storia
L'origine del Raval risale alla metà del secolo XIV, periodo in cui la peste nera ridusse la popolazione di Barcellona da 30 000 abitanti a 20.000. In quel periodo Pietro III ordinò la costruzione di una nuova cinta muraria presso l'altro lato del torrente che era all'epoca La Rambla, allo scopo di proteggere e chiudere una zona, quella del Raval appunto, che cominciava a urbanizzarsi spontaneamente.
Di fatto, gli obiettivi di base erano due: creare un nuovo quartiere con una ampia zona di orti che, in caso di epidemie, fornisse alimenti sufficienti per gli abitanti e dislocare servizi sanitari a rischio come ospedali, orfanotrofi e lebbrosari in una zona più sicura, lontano da zone allora densamente molto più popolate quali il Barri Gòtic e La Ribera.

### Anni 2000
Dopo un lungo periodo di degrado, nei primi anni del 2000 El Raval ha cominciato a vivere il periodo della sua riqualificazione, seppur non sempre ben vista dai residenti storici del quartiere, i quali si sono spesso opposti all'abbattimento di edifici (anche d'epoca) per fare posto ad alberghi e appartamenti turistici. Ciononostante, El Raval conserva una popolazione mista, formata da varie etnie, nelle cui strade si possono trovare esercizi commerciali di varie nazionalità, accanto ai quali sorgono ristoranti, pub, boutique alla moda, gallerie d'arte e negozi che assecondano le nuove tendenze.

## Monumenti e luoghi d'interesse
- Mercat de la Boqueria
- Museo de Arte Contemporáneo de Barcelona
- Hospital de la Santa Creu
- CCCB
- Sant Pau del Camp
- Carrer del Carme